# Mlaștina Nádaș
Mlaștina Nádaș  este o arie protejată de interes național ce corespunde categoriei a IV-a IUCN (rezervație naturală de tip floristic și faunistic), situată în estul Transilvaniei, pe teritoriul județului Harghita.

## Localizare
Aria naturală se află în sud-estul județului Harghita (în Depresiunea Ciucului, la poalele vestice ale Munților Harghitei și cele estice ale Munților Ciucului), pe teritoriul administrativ al comunei Tușnad (în partea sud-estică a satului Tușnadu Nou), în apropierea drumului național DN12 care leagă municipiul Sfântu Gheorghe de Miercurea Ciuc.

## Descriere

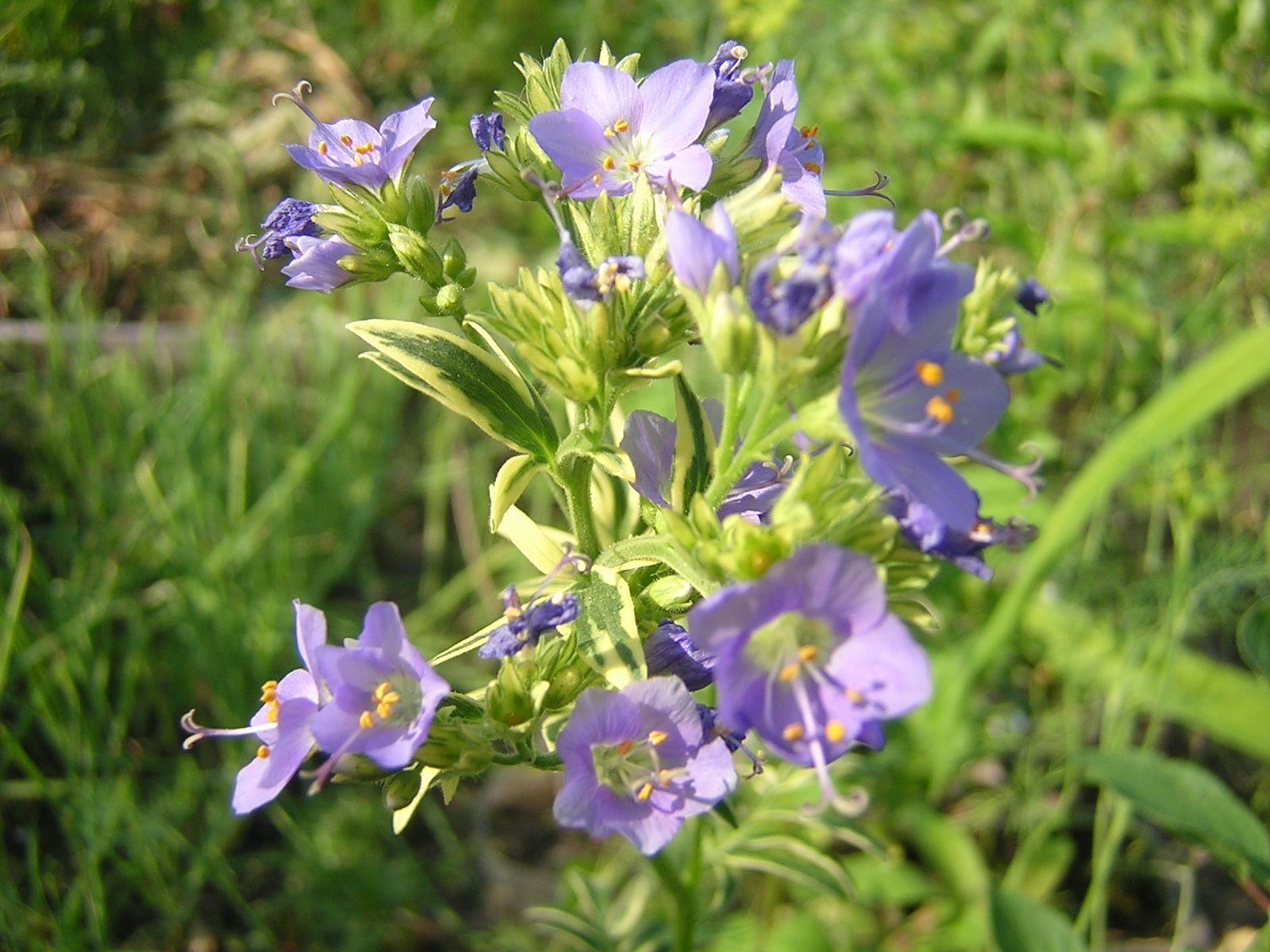
„Scara Domnului” (Polemonium caeruleum)

Mlaștina Nádaș a fost declarată arie protejată prin Legea Nr.5 din 6 martie 2000, publicată în Monitorul Oficial al României, Nr.152 din 12 aprilie 2000, privind aprobarea Planului de amenajare a teritoriului național - Secțiunea a III-a - zone protejate și se întinde pe o suprafață de 4 ha. Aria protejată este inclusă în situl de importanță comunitară - Bazinul Ciucului de Jos; sit ce aperține rețelelei ecologice europene Natura 2000 în România.
Rezervația naturală reprezintă o zonă cu malștini turboase și fânețe aflată în lunca stângă a Oltului ce adăpostește o gamă vegetație floristică (arbori, ierburi, flori) diversă și o faună (păsări migratoare, batracieni) caracteristică estului Depresiunii colinare a Transilvaniei.
În arealul rezervației este semnalată prezența mesteacănului pitic (Betula nana), o specie arboricolă ce supraviețuiește încă din epoca glaciară. La nivelul ierburilor vegetează câteva specii floristice; printre care: dumbrăviță de baltă (Epipactis palustris), bumbăcăriță (Eriphorum vaginatum), Polemonium caeruleum (familia Polimoneaceae) - specie de plantă cunoscută sub denumirea populară de „Scara Domnului”, curechi de munte (Ligularia sibirica), ferigă de mlaștină (Dryopteris cristata)  sau rogozuri (Carex vesicaria); toate protejate la nivel european și enumerate în anexa I-a a Directivei 92/43/CE din 21 mai 1992 (privind conservarea habitatelor naturale și a speciilor de faună și floră sălbatică).